# James T. Farley

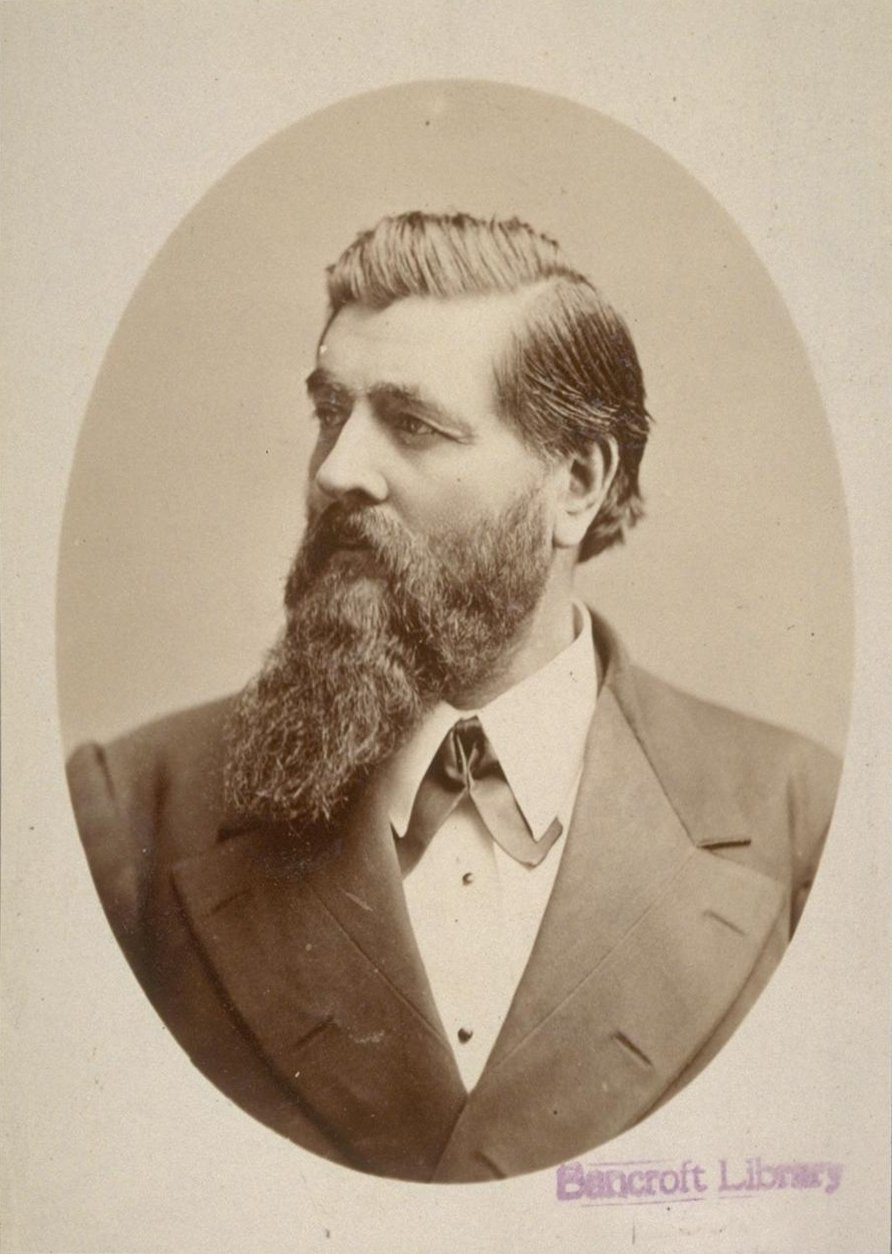
James T. Farley

James Thompson Farley (* 6. August 1829 im Albemarle County, Virginia; † 22. Januar 1886 in Jackson, Kalifornien) war ein US-amerikanischer Politiker (Demokratische Partei), der den Bundesstaat Kalifornien im US-Senat vertrat.
Nach dem Schulbesuch in seiner Heimat Virginia zog James Farley bereits in jungen Jahren nach Missouri, ehe er sich 1850 dauerhaft in Kalifornien niederließ. In Jackson im Amador County studierte er die Rechtswissenschaften und begann 1854 als Jurist zu praktizieren. Zwischen 1855 und 1856 vertrat er sein County dann in der California State Assembly, wobei er im zweiten Amtsjahr den Posten des Speaker bekleidete.
1869 wurde Farley dann Mitglied des Staatssenats, in dem er bis 1876 verblieb. Von 1871 bis 1872 war er Präsident pro tempore der Parlamentskammer. Während dieser Zeit stieg er zum führenden Kopf der Demokraten in Kalifornien auf. Der erste Versuch, in den US-Senat gewählt zu werden, schlug 1874 fehl, als er dem republikanischen Gouverneur Newton Booth unterlag. Vier Jahre später bewarb er sich um Kaliforniens zweiten Senatssitz und hatte Erfolg. Farley trat sein Mandat in Washington, D.C. am 4. März 1879 an und verzichtete nach sechs Jahren auf eine erneute Kandidatur. In der Folge arbeitete er wieder als Anwalt in Kalifornien und starb 1886 in Jackson.